# Cerklje na Gorenjskem
Cerklje na Gorenjskem je naselje u slovenskoj Općini Cerklju na Gorenjskem. Cerklje na Gorenjskem se nalazi u pokrajini Gorenjskoj i statističkoj regiji Gorenjskoj. 

## Stanovništvo
Prema popisu stanovništva iz 2002. godine naselje je imalo 1,438 stanovnika.